# Magyarországi meteoritok listája
A magyarországi meteoritok azok a meteoritok, amelyek hullásuk vagy találásuk idején Magyarországhoz tartozó területen hullottak, vagy ott találták őket.

## A Londoni Meteoritkatalógus alapján összeállított lista
A Magyarországon hullott vagy talált meteoritok listája a Londoni Meteoritkatalógus alapján:
| Sorszám | A meteorit neve | Megye                          | Ideje              | A meteorit típusa | A meteorit típus betűkódja |
| ------- | --------------- | ------------------------------ | ------------------ | ----------------- | -------------------------- |
| 1       | Borkúti         | Máramaros megye                | 1852. okt. 13.     | kondrit           | L5                         |
| 2       | Kabai           | Hajdú-Bihar megye              | 1857. ápr. 15.     | szenes kondrit    | CV3                        |
| 3       | Kákovai         | Krassó-Szörény megye           | 1858. máj. 19.     | kondrit           | L6                         |
| 4       | Kisgyőri        | Borsod megye                   | 1901-ben találták. | bizonytalan       |                            |
| 5       | Kisvarsányi     | Szabolcs megye                 | 1914. máj. 24.     | kondrit           | L                          |
| 6       | Knyahinyai      | Ung megye                      | 1866. jún. 9.      | kondrit           | L5, breccsás               |
| 7       | Lénártói        | Sáros megye                    | 1814-ben találták. | vasmeteorit       | IIIA                       |
| 8       | Magurai         | Árva megye                     | 1840-ben találták. | vasmeteorit       | IA                         |
| 9       | Malomházi       | Sopron megye                   | 1905. máj. 27.     | kondrit           |                            |
| 10      | Mezőmadarasi    | Maros-Torda megye              | 1852. szept. 4.    | kondrit           | L3                         |
| 11      | Mikei           | Somogy megye                   | 1944. máj. 3.      | kondrit           | L                          |
| 12      | Mikolawai       | Szatmár vagy Hajdú-Bihar megye | 1837. jan. 15.     | bizonytalan       |                            |
| 13      | Miskolci        | Borsod megye                   | 1559-es hullás.    | bizonytalan       |                            |
| 14      | Mócsi           | Kolozs megye                   | 1882. febr. 3.     | kondrit           | L6                         |
| 15      | Nagyborovei     | Liptó megye                    | 1895. máj. 9.      | kondrit           | L5                         |
| 16      | Nagydévényi     | Trencsén megye                 | 1837. júl. 24.     | kondrit           | H5                         |
| 17      | Nagyvázsonyi    | Veszprém megye                 | 1890-ben találták. | vasmeteorit       | IA                         |
| 18      | Nyírábrányi     | Hajdú-Bihar megye              | 1914. júl. 17.     | kondrit           | LL5                        |
| 19      | Ófehértói       | Szabolcs megye                 | 1900. júl. 25.     | kondrit           | L                          |
| 20      | Ofen-Budai      | Pest-Pilis-Solt megye          | 1642. dec. 2.      | bizonytalan       |                            |
| 21      | Ohabai          | Alsófehér megye                | 1857. okt. 11.     | kondrit           | H5                         |
| 22      | Zsadányi        | Temes megye                    | 1875. márc. 31     | kondrit           | H5                         |
| 23      | Kaposfüredi     | Somogy megye                   | 1995. máj. 7.      | vasmeteorit       | IVA                        |